# Typ II (ponorka)
Typ II byla třída malých ponorek německé Kriegsmarine z období druhé světové války. Ponorky byly vyvinuty pro operace v Severním moři, průlivu La Manche a v přilehlých oblastech. Sloužily především k výcviku posádek potřebných k obnově ponorkových sil. Celkem bylo ve čtyřech variantách postaveno 50 ponorek této třídy.

## Pozadí vzniku

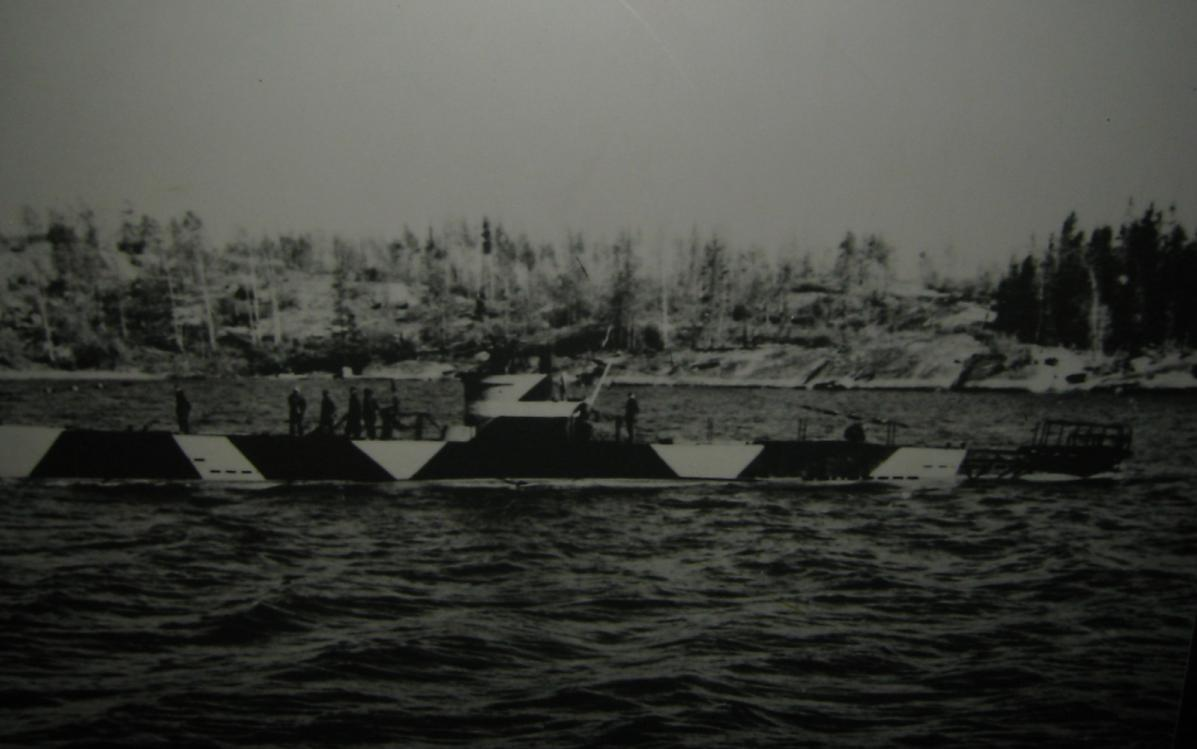
Finská ponorka Vesikko byla vzorem pro stavbu německých člunů typu II

Konstrukce této třídy ideově vycházela z prvoválečných pobřežních ponorek typu UB. Protože Německo po prohrané první světové válce nesmělo ponorky vlastnit, stal se vzorem pro typ II německý projekt CV-707, na základě kterého byla pro finské námořnictvo postavena ponorka Vesikko. Do stavby ponorek typu II se zapojily německé loděnice Deutsche Werke a Germaniawerft v Kielu a Flender Werke v Lübecku.

## Varianty

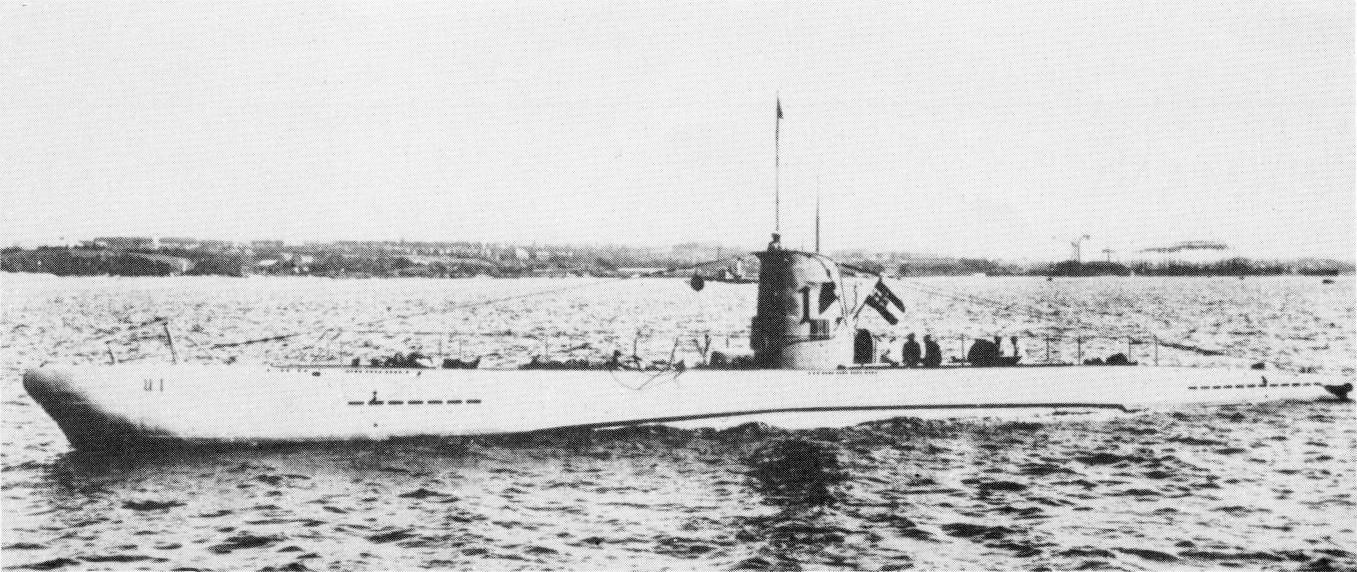
Ponorka U 1

Celkem vznikly čtyři verze ponorek třídy II, označené IIA, IIB, IIC a IID. Vyznačovaly se například rostoucí délkou a výtlakem.

### Typ IIA
První verze postavená v šesti kusech pojmenovaných U 1 až U 6. Její výzbroj tvořily tři 533mm torpédomety a jeden 20mm kanón. Všechny torpédomety byly v přídi. Nesly celkem šest torpéd. Místo torpéd unesly až 18 min. Pohonný systém tvořily dva diesely MAN o výkonu 350 koní a dva elektromotory o výkonu 180 koní.

### Typ IIB
Verze postavená ve 20 kusech. Tato verze měla prodloužený trup a tedy unesla větší množství paliva. Dobu potřebnou k ponoření se u ní, oproti verzi IIA, podařilo zkrátit z 35 na 30 sekund.

### Typ IIC

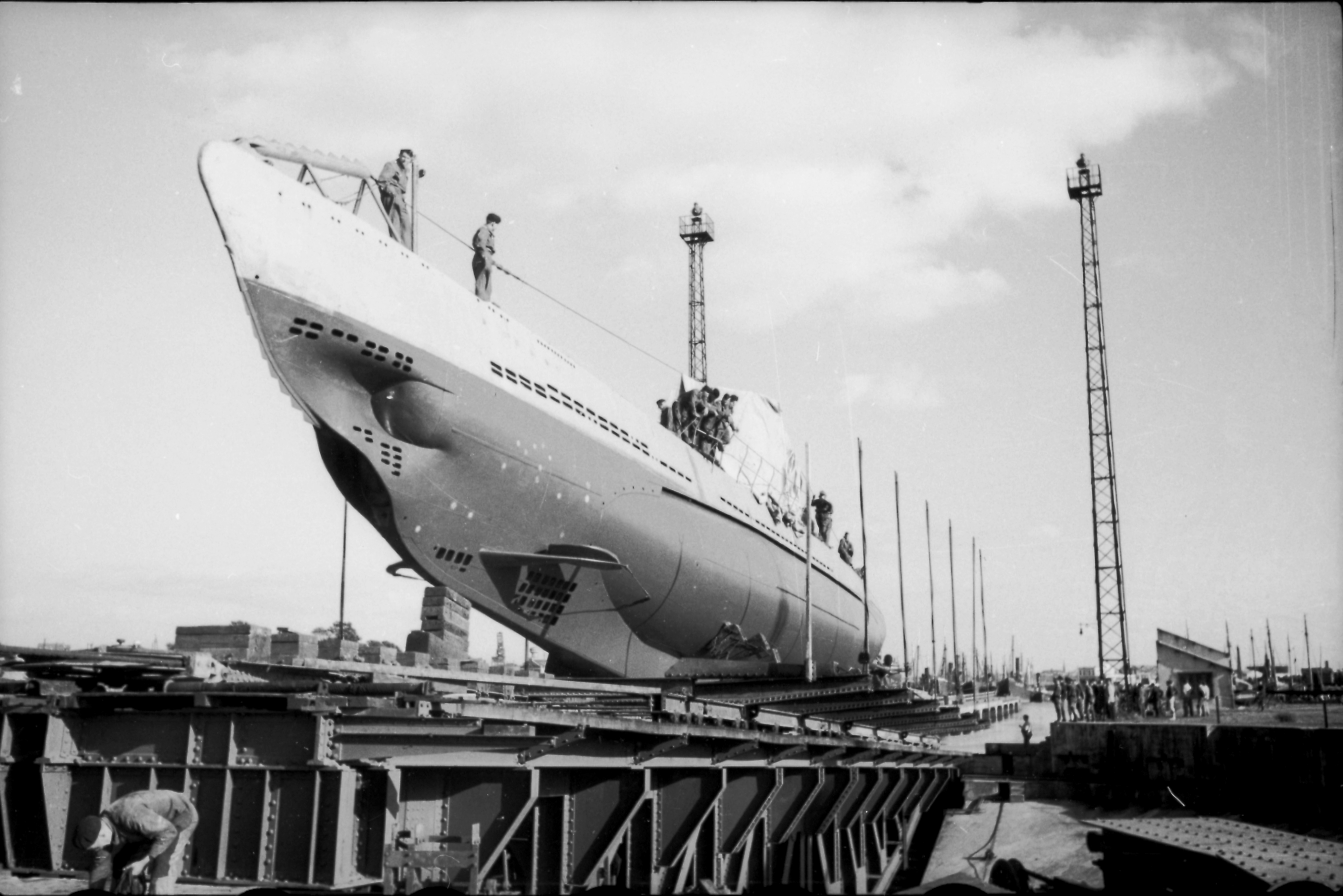
Ponorka typu II

Tato verze byla postavena v osmi kusech. Měla delší trup a nesla více paliva. Oproti verzi IIA měla výkonnější elektromotory (220 koní).

### Typ IID
Tato verze byla postavena v 16 kusech. Oproti verzi IIA měla výkonnější elektromotory (220 koní), větší dosah a rozměrnější velitelskou věž.

## Operační služba
Ponorky typu II byly určeny zejména k výcviku, nedostatek ponorek na počátku druhé světové války si ale vynutil jejich nasazení v první linii. Teprve nárůst počtu ponorek typu VII a typu IX umožnil jejich postupný návrat k původnímu určení.